# San Felice a Cancello
San Felice a Cancello is een gemeente in de Italiaanse provincie Caserta (regio Campanië) en telt 17.274 inwoners (31-12-2004). De oppervlakte bedraagt 26,8 km², de bevolkingsdichtheid is 642 inwoners per km².
De volgende frazioni maken deel uit van de gemeente: San Felice, Cancello, Cave, San Marco Trotti, Casazenca, Talanico, Piedarienzo, Caianiello, Botteghino, Polvica.

## Demografie
San Felice a Cancello telt ongeveer 5584 huishoudens. Het aantal inwoners steeg in de periode 1991-2001 met ..% volgens cijfers uit de tienjaarlijkse volkstellingen van ISTAT.
| Jaar | Inwoneraantal |
| ---- | ------------- |
| 1991 | 16.771        |
| 2001 | 16.769        |

## Geografie
De gemeente ligt op ongeveer 89 meter boven zeeniveau.
San Felice a Cancello grenst aan de volgende gemeenten: Arienzo, Santa Maria a Vico, Maddaloni, Acerra, Roccarainola, Nola.